# Женская сборная Гренландии по волейболу
Женская национальная сборная Гренландии по волейболу (гренл. Arnat nunanut allanut unammisartut, дат. Grønlandsk damelandsholdet volleyball) — представляет Гренландию на международных соревнованиях по волейболу. Управляющей организацией выступает Федерация волейбола Гренландии (гренл. Kalaallit Nunaanni Volleyballertartut Kattuffiat — KVK, дат. Grønlands Volleyball Forbund).

## История
Федерация волейбола Гренландии образована в 1983 году. С 1998 — член ФИВБ и ЕКВ.
Дебютом женской сборной Гренландии на официальной международной арене стало её участие в волейбольном турнире Островных игр, который прошёл  в июле 1993 года на острове Джерси. В последующее время сборная Гренландии неизменно входит в число участников этих мультиспортивных соревнований островных территорий (кроме 2015), проводимых раз в двухлетие, и дважды выигрывала бронзовые медали — в 2003 и 2013 годах.
Кроме этого, гренландские волейболистки дважды участвовали чемпионатах малых стран Европы (в 2004 и 2019), но в 2004 в финальную стадию первенства не пробились, а в 2019 заняли 6-е (последнее) место.

## Результаты выступлений и составы

### Чемпионаты малых стран Европы
Сборная Гренландии участвовала только в двух чемпионатах.
- 2004 — не квалифицировалась
- 2019 — 6-е место

- 2004 (квалификация): Каролине Розинг, Хенриэтте Сакэуссен, Роза Петерсен, Карина Мейнке, Пернилле Ольсен, Эуфиния Кройцман, Болете Эгеде, Аня Давидсен, Виви Хейлман, Марианне Симонсен. Тренер — Дан Томассен.
- 2019: айла Гулдагер, Катрине Либерт, Авиаая Кройцман, Нунну Кройцман, Марианне Кройцман, Маргит Зееб, Иналук Ларсен, Паниннгуак Ларсен, Иналук Сетсен, Белинда Ланге, Ивало Франк Ларсен. Тренер — Петер Хангорд Хансен.

### Островные игры
| - 1985 — не участвовала - 1987 — не участвовала - 1989 — не участвовала - 1991 — не участвовала - 1993 — 7—8-е место - 1995 — 6-е место - 1997 — 7-е место - 1999 — 5-е место - 2001 — 8-е место | - 2003 — 3-е место - 2005 — 5-е место - 2007 — 6-е место - 2009 — 6-е место - 2011 — 8-е место - 2013 — 3-е место - 2015 — не участвовала - 2017 — 7-е место |

- 2003: Каролине Розинг, Хенриэтте Сакэуссен, Карина Мейнке, Пернилле Ольсен, Эуфиния Кройцман, Болете Эгеде, Аня Давидсен, Марианне Симонсен, Арнаннгуак Хейлман, Авияая Симонсен. Тренер — Дан Томассен.
- 2013: Бонна Бертельсен, Аня Давидсен, Нука Карлсен-Гейслер, Эуфиния Кройцман, Марианне Кройцман, Паниннгуак Ларсен, Карина Мейнке, Мия Миккельсен, Пернилле Ольсен, Маалия Виллумсен. Тренер — Йенс Грабек.

## Состав
Сборная Гренландии в чемпионате малых стран Европы 2019.
| №  | Имя, фамилия       | Год рождения | Рост | Амплуа      | Клуб             |
| -- | ------------------ | ------------ | ---- | ----------- | ---------------- |
| 1  | Айла Гулдагер      | 2002         |      | связующая   | АВИ Маниитсок    |
| 2  | Катрине Либерт     | 1990         |      | нападающая  | КТ-ВИ Кангаамиут |
| 4  | Авиаая Кройцман    | 1991         |      | либеро      | КТ-ВИ Кангаамиут |
| 5  | Нунну Кройцман     | 2002         |      | нападающая  | АВИ Маниитсок    |
| 6  | Марианне Кройцман  | 1991         |      | связующая   | КТВИ             |
| 7  | Маргит Зееб        | 2002         |      | центральная | АВИ Маниитсок    |
| 9  | Иналук Ларсен      | 1995         |      | центральная | ТВК Тасиилак     |
| 10 | Паниннгуак Ларсен  | 1988         |      | нападающая  | АВИ Маниитсок    |
| 12 | Иналук Сетсен      | 2003         |      | либеро      | АВИ Маниитсок    |
| 18 | Белинда Ланге      | 1989         |      | центральная | ПВН Нуук         |
|    | Ивало Франк Хансен | 1987         |      | центральная | ПВН Нуук         |

- Главный тренер —  Петер Хангорд Хансен.
- Тренер — Лауритсен Флеминг.